# Даиџо-кан
Даиџо-кан или Даџо-кан (јапански: 太政官), у преводу Државни савет старог Јапана, био је највећи орган пре-модерне царске владавине. Био је активан током Нара периода и по његовом нестанку поново се активира на кратак временски период након Меиџи обнове.
У старим списима се помиње већ у 7-8. веку као владајуће тело које се састоји од три министра са називима Даиџо даиџин (канцелар), Садаиџин (леви министар или министар левице) и Удаиџин (десни министар или министар деснице). Нешто касније обавезе Даиџо-кана се проширују па настају нова министарства и тутуле са обавезама у влади.
Владајућа структура која се бавила националним пословина називана је Даиџо-кан док су остале послове, попут религије, бригу и одржавање храмова и шинто ритуала преузимало посебно одељење за религију називан још и Џинги-кан.
Овако конструисана организација изгубила је моћ током 10. и 11. века понајвише због јачања клана Фуџивара који постају доминантни на двору. До 12. века, иако је и даље формално постојао, систем се временом урушавао док коначно није престао да постоји.